# Tipula (Sinotipula) exquisita
Tipula (Sinotipula) exquisita is een tweevleugelige uit de familie langpootmuggen (Tipulidae). De soort komt voor in het Palearctisch gebied.